# Joan Munar Martínez
Joan Munar Martínez  (Palma de Mallorca, 1 de febrero de 1996) es un deportista español que compite en atletismo adaptado.
Ganó una medalla de bronce en los Juegos Paralímpicos de París 2024, en la prueba de salto de longitud (clase T11). Además, consiguió cuatro medallas en el Campeonato Mundial de Atletismo Adaptado entre los años 2015 y 2023.

## Palmarés internacional
| Juegos Paralímpicos | Juegos Paralímpicos   | Juegos Paralímpicos | Juegos Paralímpicos   |
| Año                 | Lugar                 | Medalla             | Prueba                |
| ------------------- | --------------------- | ------------------- | --------------------- |
| 2024                | París (Francia)       | Medalla de bronce   | Salto de longitud T11 |
| Campeonato Mundial  |                       |                     |                       |
| Año                 | Lugar                 | Medalla             | Prueba                |
| 2015                | Doha (Catar)          | Medalla de bronce   | 4 × 100 m T11-13      |
| 2017                | Londres (Reino Unido) | Medalla de plata    | 200 m T12             |
| 2017                | Londres (Reino Unido) | Medalla de bronce   | 100 m T12             |
| 2023                | París (Francia)       | Medalla de bronce   | Salto de longitud T11 |